# Золотистоголовая львиная игрунка
Золотистоголовая львиная игрунка, или золотистоголовая игрунка (лат. Leontopithecus chrysomelas) — небольшой примат семейства игрунковых. Эндемик Бразилии, где встречается в низинных тропических дождевых лесах в штате Баия.

## Описание
Клыки относительно большие, голова и тело маленькие. Шерсть в основном чёрная, грива золотистая. На передних конечностях и хвосте также золотистые отметины. Половой диморфизм не выражен. Длина тела составляет от 20 до 33,6 см, длина хвоста — от 31,5 до 40 см.

## Рацион
Всеядны, рацион очень широк. В рационе ростки растений, цветы, нектар, насекомые и их личинки, пауки, улитки, мелкие позвоночные, такие как лягушки, ящерицы, птичьи яйца и небольшие змеи. Дополнение к рациону служат древесные соки, хотя этот вид употребляет их достаточно редко.

## Поведение
В дикой природе золотистоголовые игрунки проводят около 50 % своего времени всего на 11 % своей территории. Их появление на том или ином участке леса связано больше с доступностью пищи, а не с защитой территории. Группы практически не взаимодействуют друг с другом, однако если столкновения происходят, животные ведут себя агрессивно, издают устрашающие звуки, и провоцируют драки. Территория группы достаточно большая для приматов такого размера. В среднем площадь территории составляет более 100 гектаров. Территории разных групп сильно пересекаются.
Занимают средние ярусы леса на высоте от 3 до 10 метров. Предпочитают селиться в первичных, но также встречаются и во вторичных лесах. Количество особей в группе разнится от 2 до 11. Состав группы определяется разными исследователями как одна самка, два самца и их потомство, один самец, две самки и их потомство, или один самец, одна самка и их потомство. Соответственно этим приматам приписывают либо моногамию, либо полигамию. О потомстве заботятся как самки, так и самцы.

## Статус популяции
В 1982 году Международный союз охраны природы присвоил этому виду охранный статус «Вымирающий». С тех пор этот статус неоднократно подтверждался. По оценкам на 2008 год популяция сократилась более чем на 50 % за три поколения (21 год). Главная угроза популяции — разрушение и фрагментация среды обитания.